# Janusz Gręźlikowski
Janusz Gręźlikowski (ur. 1954) – polski duchowny katolicki, kapłan diecezji włocławskiej, kanonista, doktor habilitowany nauk prawnych, profesor nadzwyczajny Uniwersytetu Kardynała Stefana Wyszyńskiego w Warszawie, oraz nauczyciel akademicki innych uczelni.

## Życiorys
W 1984 na Wydziale Prawa, Prawa Kanonicznego i Administracji Katolickiego Uniwersytetu Lubelskiego na podstawie napisanej pod kierunkiem Piotra Hemperka rozprawy pt. Komunia św. wiernych obrządku łacińskiego w świetle polskiego ustawodawstwa synodalnego w Polsce przedrozbiorowej otrzymał stopień naukowy doktora nauk prawnych w zakresie prawa kanonicznego. W 2000 na Wydziale Prawa Kanonicznego Uniwersytetu Kardynała Stefana Wyszyńskiego w Warszawie na podstawie dorobku naukowego oraz rozprawy pt. Recepcja reformy trydenckiej w diecezji włocławskiej w świetle ustawodawstwa synodalnego uzyskał stopień doktora habilitowanego nauk prawnych w zakresie prawa kanonicznego. Został profesorem nadzwyczajnym Uniwersytetu Kardynała Stefana Wyszyńskiego w Warszawie i kierownikiem Katedry Historii Prawa Kanonicznego na Wydziale Prawa Kanonicznego tej uczelni.